# Brug bij Vroenhoven
De brug bij Vroenhoven is een liggerbrug over het Albertkanaal nabij Vroenhoven in de Belgische gemeente Riemst. De brug maakt deel uit van de gewestweg N79 (Maastrichtersteenweg).

## Geschiedenis
De eerste brug op deze locatie was een betonnen boogbrug die werd gebouwd bij de aanleg van het Albertkanaal in 1935. Deze werd in 1944 opgeblazen door het zich terugtrekkende Duitse leger. Tot 1947 lag er tijdelijk een baileybrug ter vervanging, waarna in 1947 de brug in originele vorm werd herbouwd. In 2007 startte de bouw van de nieuwe brug bij Vroenhoven, vlak naast de toen nog bestaande oude brug. Op 16 januari 2009 werd de oude brug met dynamiet opgeblazen. De nieuwe brug is in juni 2010 in gebruik genomen. De vervanging van de brug maakte het mogelijk om de flessenhals in het kanaal te verbreden zodat er thans twee schepen gelijktijdig kunnen passeren. Deze verbreding was eerder niet mogelijk doordat de pijlers van de oude brug te dicht bij elkaar stonden.
Bij de bouw van de nieuwe brug is er ook ruimte voorzien voor een museum - de Brug, een openluchttheater, een klimmuur en een café-restaurant.
Op 29 april 2012 werd naast de brug van Vroenhoven de Wereldvredesvlam ingehuldigd. Het is een 2,5m hoog monument met een eeuwig brandende vlam voor de vrede. Het maakt deel uit van het wereldwijd project World Peace Flame. Er zijn op alle continenten nog negen andere locaties waar deze Wereldvredesvlam brandt.
In de buurt ligt het geologisch talud.

### Tweede Wereldoorlog
De recente geschiedenis van Vroenhoven wordt gedomineerd door de strijd om de brug over het Albertkanaal tijdens de Tweede Wereldoorlog. Deze brug werd in ongeschonden staat veroverd door de Duitse troepen bij hun inval op 10 mei 1940. Ook het vlakbijgelegen fort Eben-Emael in de Waalse gemeente Bitsingen werd die dag aangevallen en een dag later veroverd. Pogingen om de brug bij Vroenhoven op te blazen mislukten. In de bunker bij de brug sneuvelden een tiental Belgische soldaten. Een dag later kwamen zeven Belgische vliegeniers bij hun aanvallen op de bruggen van Vroenhoven en Veldwezelt om het leven, neergehaald door Duits afweergeschut. Nadien slaagden ook Franse en Engelse piloten er niet in de brug te vernietigen door middel van bombardementen.Onder meer Thomas Davy en navigator Thomas Gray van de Royal Air Force kwam om bij het bombardement op 11 mei 1940 op de bruggen van Vroenhoven en Veldwezelt.

## Galerij

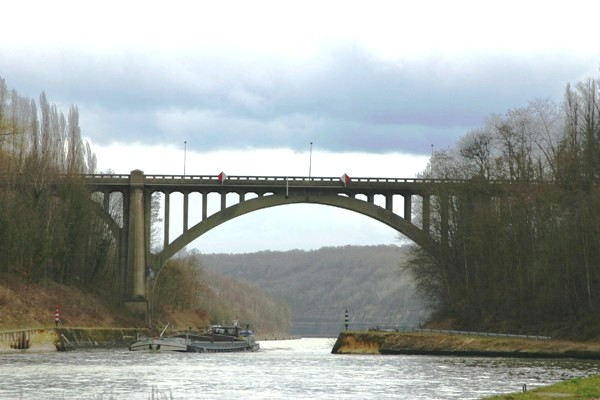
Oude brug (afgebroken)
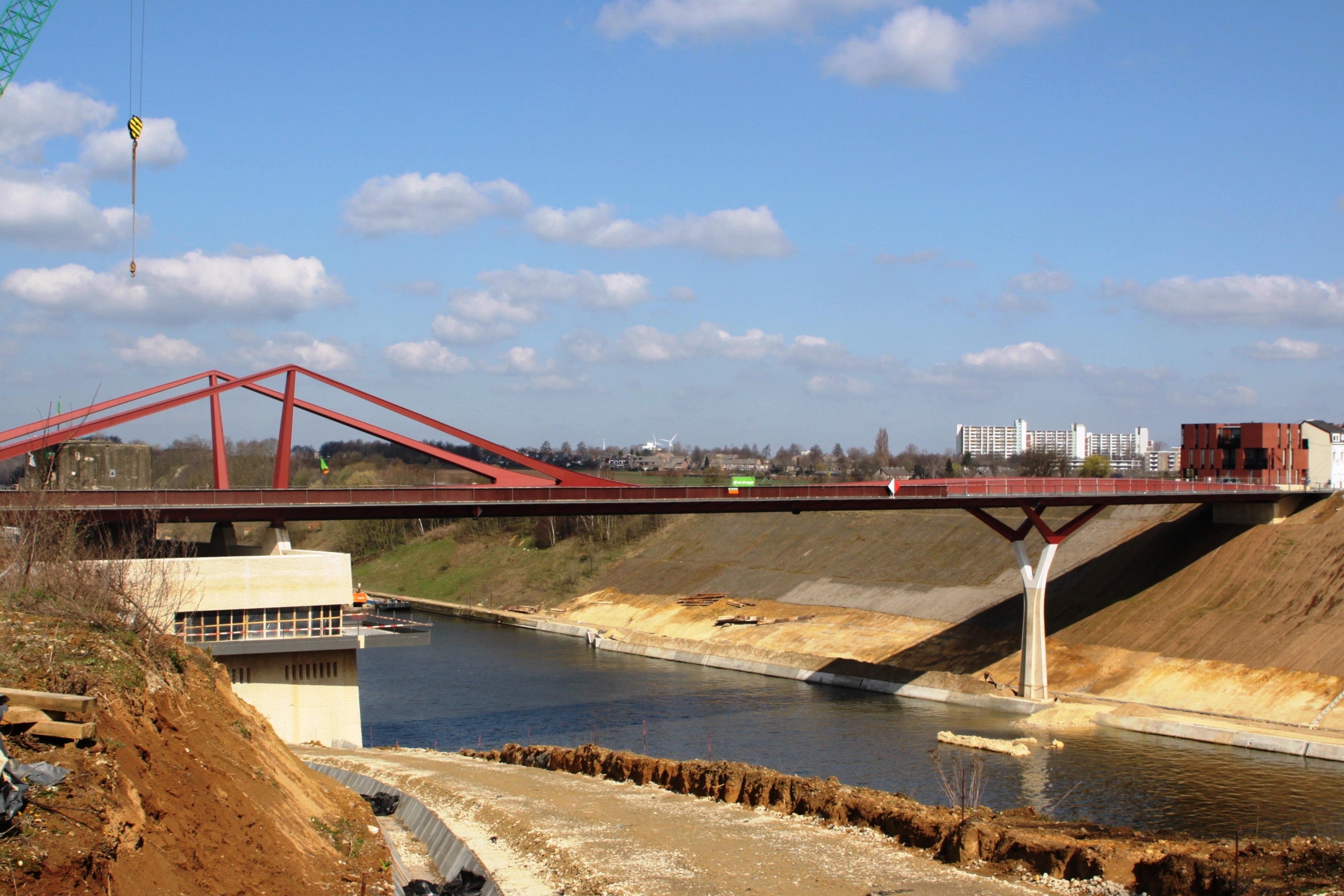
Nieuwe brug
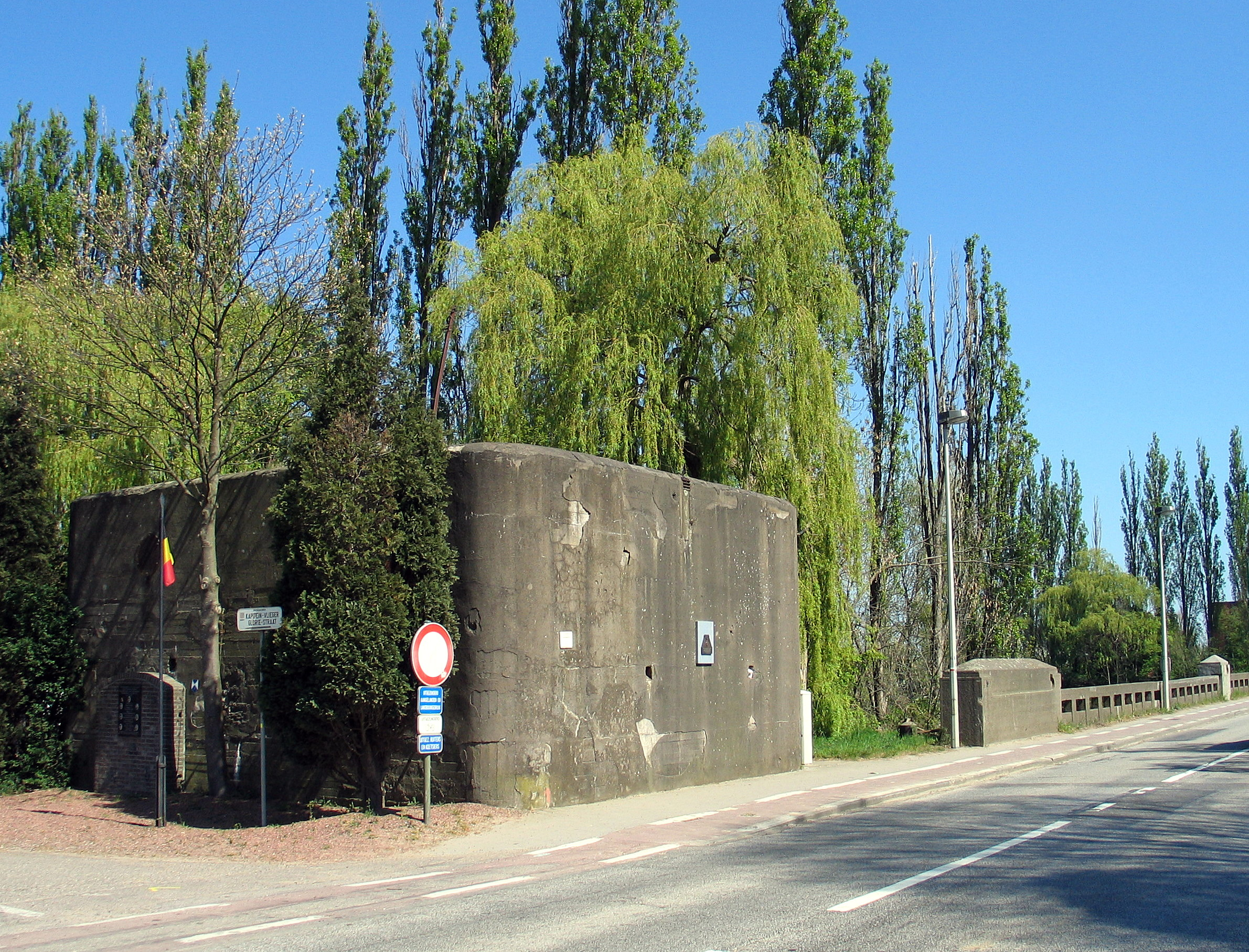
Bunker bij de brug in 2007
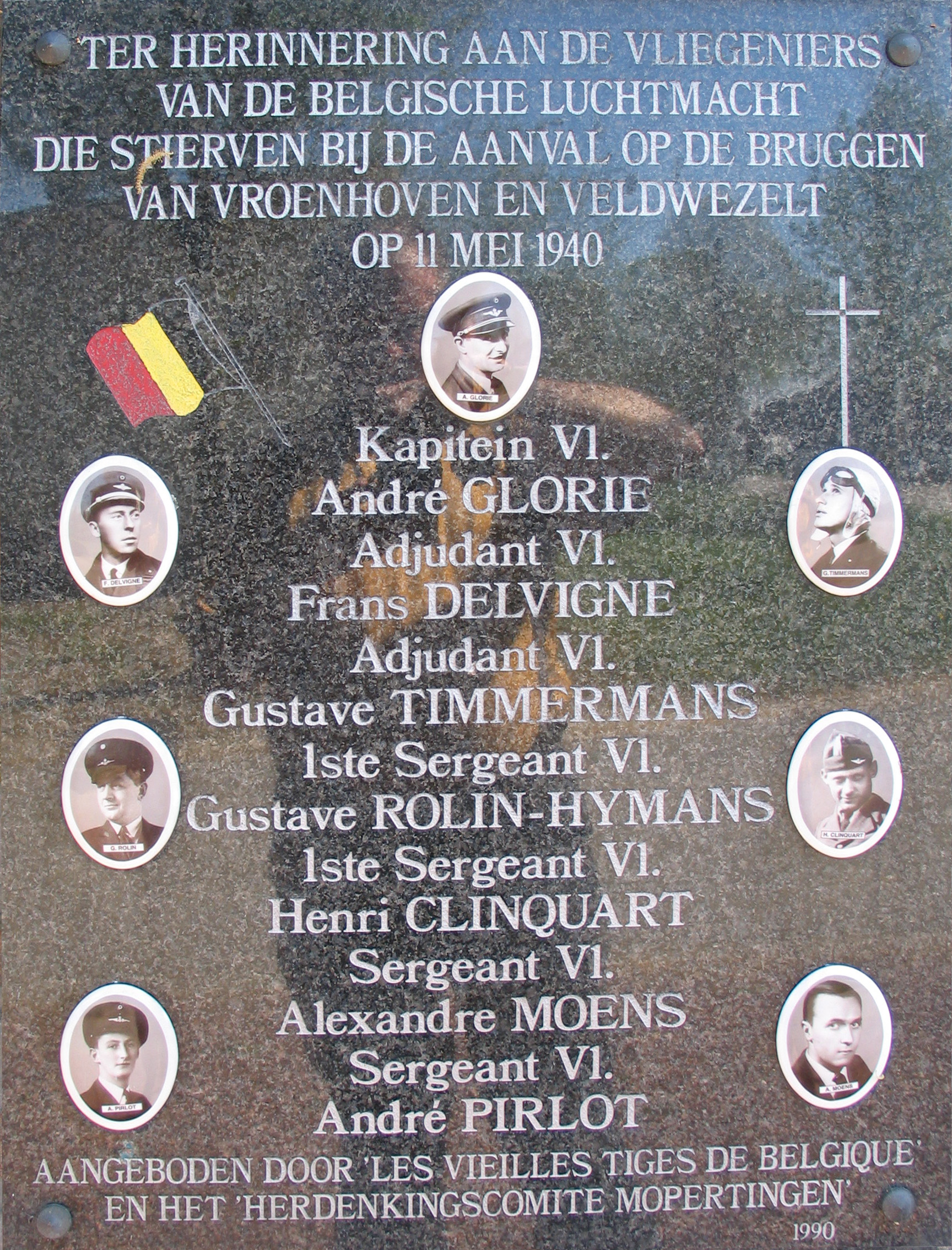
Gedenkplaat omgekomen Belgische piloten